# Hydrillodes palpata
Hydrillodes palpata là một loài bướm đêm trong họ Noctuidae.